# فيلهلمينه بروسيا (1709–1758)

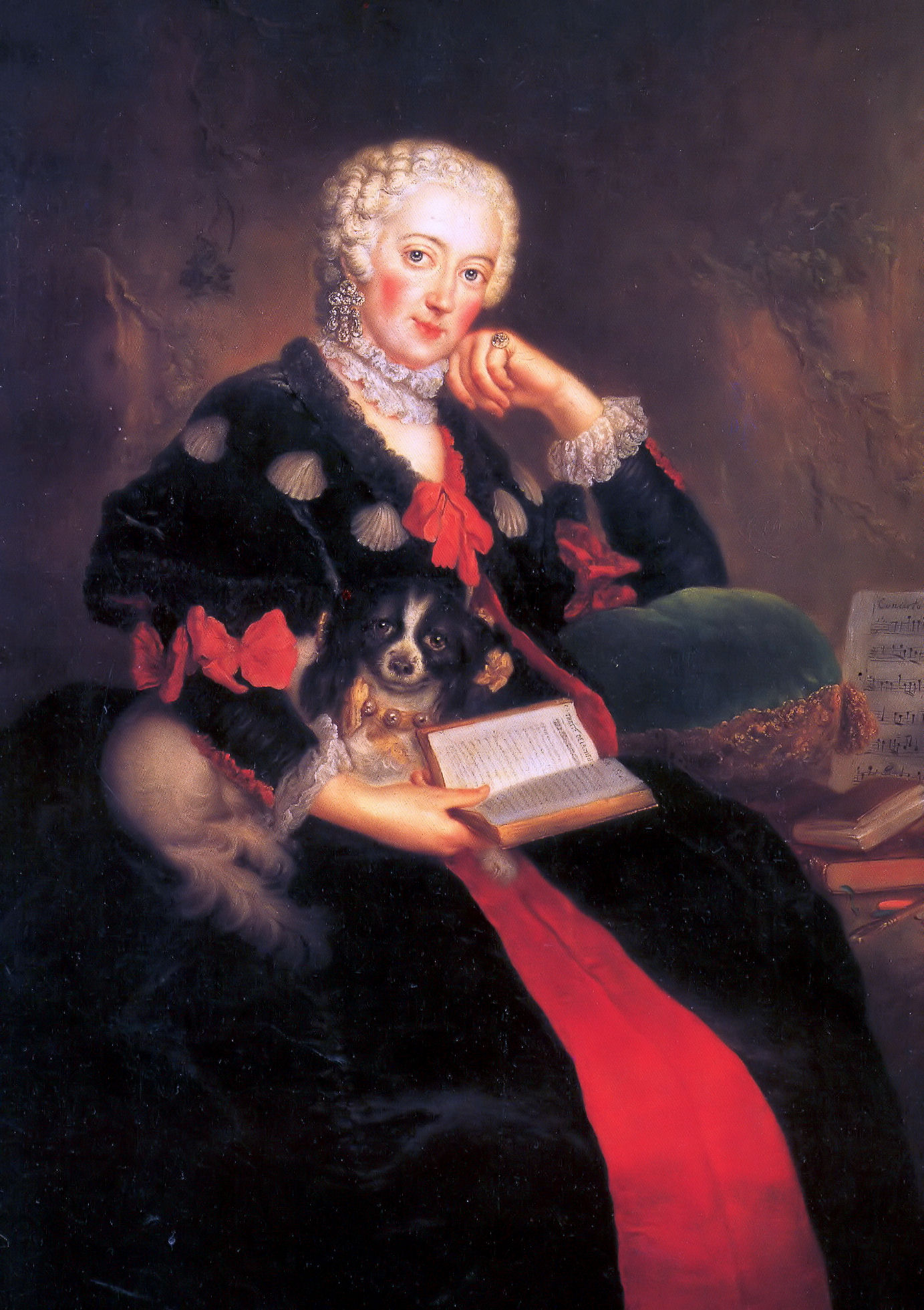
الأميرة فيلهلمينه بروسيا

الأميرة فيلهلمينه بروسيا (Wilhelmine von Preußen؛ 3 يوليو 1709 - 14 أكتوبر 1758) أميرة بروسية (أكبر سنا شقيقها من فريدرش العظيم) وملحنة. كانت الابنة البكر لفريدرش فيلهلم الأول ملك بروسيا وصوفي دوروتيا هانوفر، وحفيدة جورج الأول ملك بريطانيا العظمى. في سنة 1731، تزوجت من فريدرش مرغريف بايرويت براندنبورغ. تشكل المباني والحدائق الباروكية التي بنيت خلال فترة حكمها الكثير من المظهر الحالي لمدينة بايرويت في ألمانيا.

## روابط خارجية
- فيلهلمينه بروسيا على موقع الموسوعة البريطانية (الإنجليزية)
- فيلهلمينه بروسيا على موقع ميوزك برينز (الإنجليزية)
- فيلهلمينه بروسيا على موقع أول ميوزيك (الإنجليزية)
- فيلهلمينه بروسيا على موقع ديسكوغز (الإنجليزية)